# Phyllomedusa palliata
Phyllomedusa palliata är en groddjursart som beskrevs av Peters 1873. Phyllomedusa palliata ingår i släktet Phyllomedusa och familjen lövgrodor. IUCN kategoriserar arten globalt som livskraftig. Inga underarter finns listade i Catalogue of Life.